# ダビデ像 (ミケランジェロ)
ダビデ像（ダビデぞう）こと ダビデ（英: David）は、ミケランジェロが1501年から制作を開始し、1504年9月8日に公開した彫刻作品である。フィレンツェのアカデミア美術館に収蔵されている。

## 概要
ピエタと並ぶミケランジェロの代表作であるばかりでなく、ルネサンス期を通じて最も卓越した作品の一つである。人間の力強さや美しさの象徴ともみなされる作品であり、芸術の歴史における最も有名な作品のひとつと言える。ダビデとは旧約聖書においてイスラエル王国の二代目の統治者。巨大な大理石から彫り出されたこの像は、高さが517cm、ダビデが巨人ゴリアテとの戦いに臨み、岩石を投げつけようと投石器を左肩にかけて狙いを定めている場面を表現している。そして、ルネサンスならではの表現として、瞳がハート型に象られていることや、イスラエルの民の証とされる割礼の痕がないことが挙げられる。
元来はフィレンツェ市庁舎の置かれたヴェッキオ宮殿の前に飾られていた（1873年に現在の場所に移設）ことなどもあり、のちに都市国家フィレンツェ共和国が周囲を取り囲む強大な対抗勢力に脅かされるようになった時には、巨人に立ち向かうこの像こそフィレンツェを象徴するものだという解釈がなされるようになった。

### 完成まで
ミケランジェロのダビデ像の歴史は、制作期間（1501年から1504年）をはるかにさかのぼり、その始まりは1464年まで辿ることができる。当時サンタ・マリア・デル・フィオーレ教会の運営権を担う大聖堂造営局は、実質的にフィレンツェ羊毛業組合が握っていた。大聖堂（ドゥオーモ）の建築には140年以上を要したため司教は途中で費用を支払えなくなり、この組合が代わりにそれを請け負ったためである。フィレンツェ羊毛業組合は、かねてよりこの大聖堂のバットレス（控え壁）に旧約聖書を題材とした12体からなる巨大な彫像の連作を飾るという計画を立てており、すでに何人かの彫刻家へ発注もしていた。この計画の背景には、15世紀初頭からミラノ公国をはじめとする外部の脅威が迫っていたため、聖書中の聖人や伝説中の英雄の像を大聖堂に飾りフィレンツェの興国の気運を高めようとの配慮があった。しかし、1463年の時点で完成していたのはドナテッロによる「預言者」像とその弟子アゴスティーノ・ディ・ドゥッチオによる「ヘラクレス」像の2作だけであった（この2作は、いずれものちに壊されていて現存しない）。この計画を何としても進めるため、大聖堂造営局は同1463年にアゴスティーノと再契約し、ダビデ像を制作するという言質を取りつけた。しかしアゴスティーノは、像の脚部と胸部や衣服の概観を大まかに作り、脚と脚のあいだに隙間を空けるところまで制作を進行させたが、師ドナテッロの死去した1466年、理由は不明ながらも制作を中断し契約も破棄してしまった。大聖堂造営局は、アゴスティーノの未完成品を仕上げるようアントニオ・ロッセリーノに依頼したのだ。

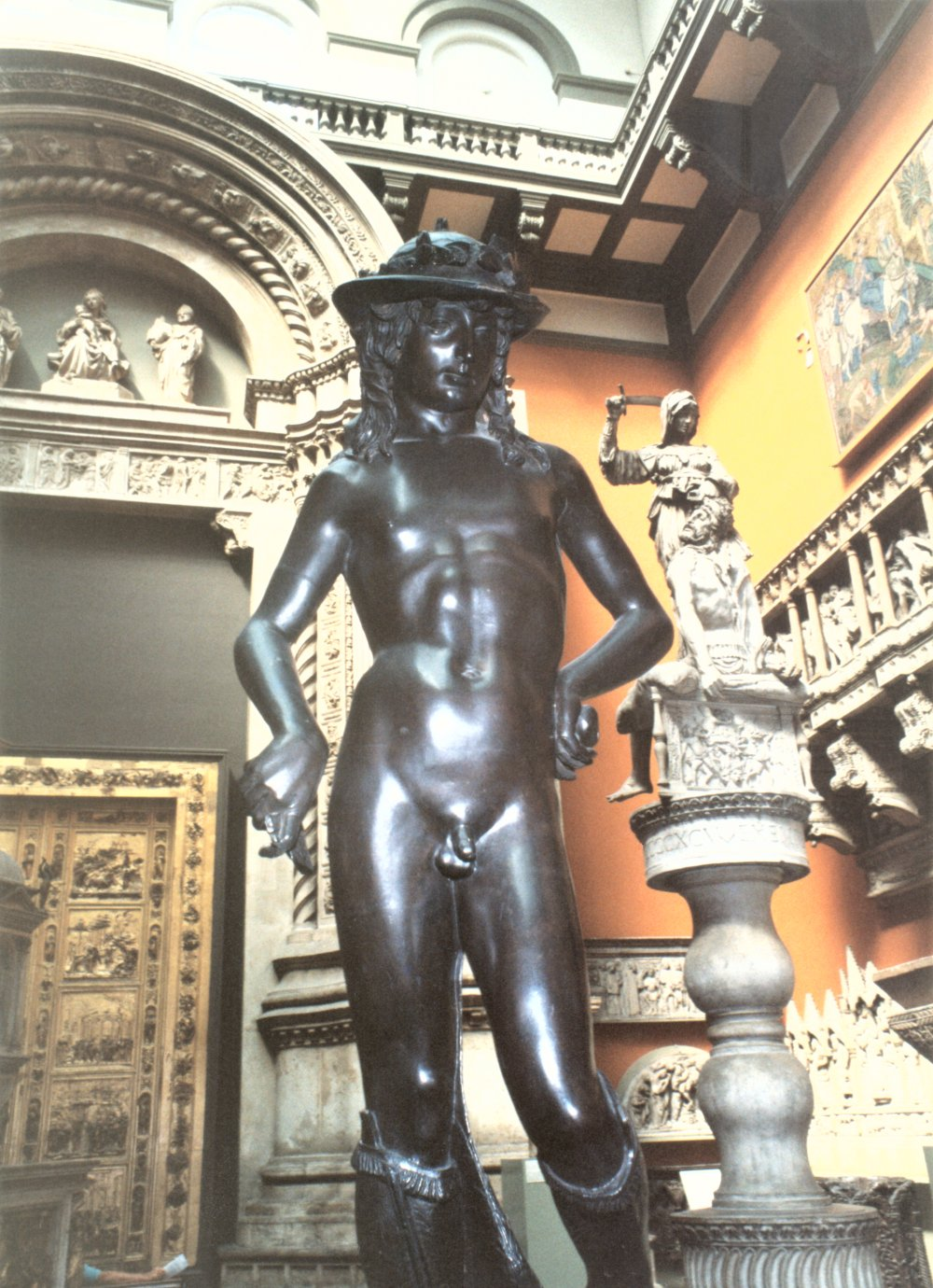
ドナテッロ作『ダビデ像』

ロッセリーノの契約もやがて破棄され、イタリア北部の都市カッラーラの採石場から運ばれた大理石の塊は大聖堂の事業監督所に25年ものあいだ吹きさらしのまま放置されることとなった。たとえ素材のままではあれ、値段もさることながらフィレンツェまで運ぶのに莫大な人件費や輸送費がかかる巨大な大理石を飾っておくことは、大聖堂造営局の威信を高める効果があったからである。1500年に作成された大聖堂事業監督所の在庫目録には「荒く輪郭を描かれたまま仰向けの状態で放置された『ダビデ』と呼ばれる大理石像」と表現されている。翌年に書かれた文書では、造営局がこの巨大な大理石の塊を作品として完成させることのできる芸術家を探す決意をしたことが示されている。造営局は、招いた芸術家に『巨人像』（完成後『ダビデ』の名が定着するまではたんにこうも呼ばれていた）を調べて意見を述べてもらうためにこれを立たせるよう指示を出した。レオナルド・ダ・ヴィンチをはじめ何人かの芸術家が打診されたが、造営局は26歳の若きミケランジェロに委託することを決定した。1501年8月16日、ミケランジェロはこの困難な仕事を引き受ける契約を正式に交わし、翌9月9日から約3年にわたる制作の第一歩を踏み出した。
ミケランジェロは好奇の視線にさらされながら作業することを嫌い、土台と大理石の周りを仕切りで囲って極秘裏に作業を続けた。フィレンツェ市長が視察に来たときには中に入れざるをえなかったが、このときミケランジェロは作業台の一番上に登り、大理石に打ち付けずに槌の背だけを叩いて音を出し、手の中に握った大理石の粉末を市長の鼻先に散らすことで作業をしている振りをしてごまかした。市長が「いま自分はこの像に命が吹き込まれる瞬間を目の当たりにしたのだな」と感動しながら帰って行くのを見てほくそえんでいたというエピソードをジョルジョ・ヴァザーリが書き残している。この作品のために描かれた素描やスケッチもほとんどがミケランジェロ自身の手によって焼却処分に付された。

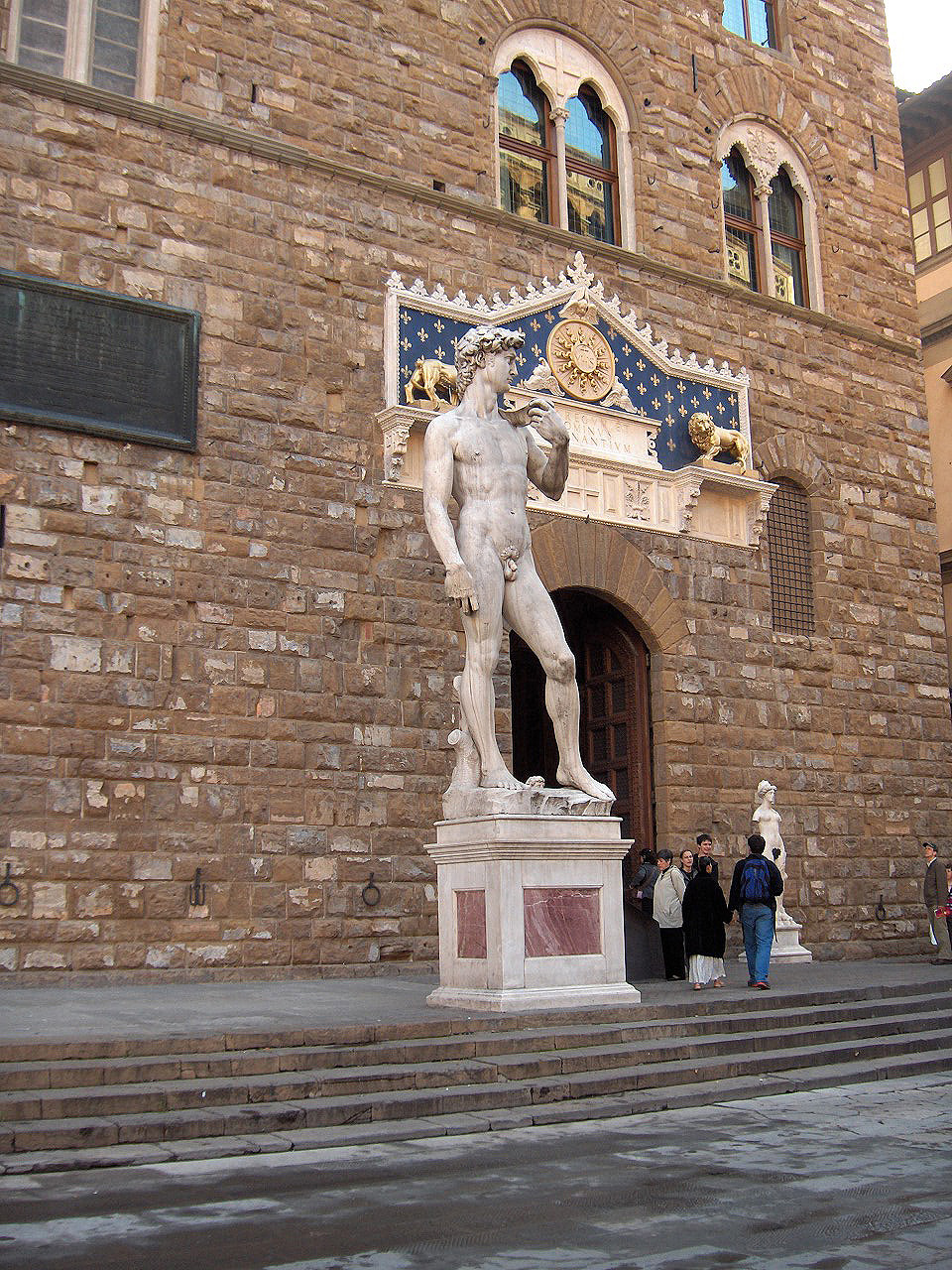
本来の位置に置かれたレプリカ

1503年から翌年にかけては、他の仕事の依頼が入ったために作業がやや停滞している。上記のような秘密裏の作業やピエタの制作にあたり大理石の採掘に自ら立ち会ったという逸話からも見て取れる通り、ミケランジェロは作品を制作する過程のすべてに直接関与し、己れの全精力を傾けることによって己れの全個性を作品のうちに刻み込むという芸術家としてのポリシーをもっていたため、複数の作品を同時進行で制作しなかった。そのため、断りきれない他の仕事が入るとそれまでの仕事を中断せざるをえなかったのである。こうした別件の委嘱のうちの一つに、フィレンツェ当局のために制作したもう一つのダビデ像がある。正式な契約相手はピエール・ド・ロアン元帥で、この人物がフィレンツェ市庁舎にドナテッロの『ダビデ像』を模したブロンズのダビデ像を寄贈するため1502年8月にミケランジェロへ依頼をしたのである。しかし、1504年にロアン元帥が失脚したためこの契約は破棄され、ミケランジェロも鋳造まで終えていながら仕上げを放棄してしまった。1508年にこのブロンズ像はベネット・ダ・ロヴェツァーノが完成させてフランスのフロリモン・ロベルトの手に渡ったが、17世紀以降行方不明となっている。
彫刻の完成が近づいた1504年1月25日、フィレンツェ市当局はレオナルド・ダ・ヴィンチやボッティチェリを含むフィレンツェの芸術家たちによる協議会を設け、この像を設置するのに最もふさわしい場所を決めるための会合を開いた。市民の士気を高めるという意義を背負ったこの像を最も適切な場所に置くことはもはや市当局の政策の一環であり、ミケランジェロ個人の手を離れた問題となっていたためである。したがって当初の計画通りに大聖堂内もしくはその近くに置くべきと主張したボッティチェリらはむしろ少数派であった。ジュリアーノ・ダ・サンガッロは屋外に置くと大理石が損傷するおそれがあるためシニョリーア広場にあるランツィの回廊（ロッジア・ディ・ランツィ）を提案した。ダ・ヴィンチやピエロ・ディ・コジモらの賛同も得たこの意見が多数を占めたが、市政長官は同じくシニョリーア広場に面した市庁舎（ヴェッキオ宮殿）の正面入口脇に置くという裁定を下した。

### 完成後

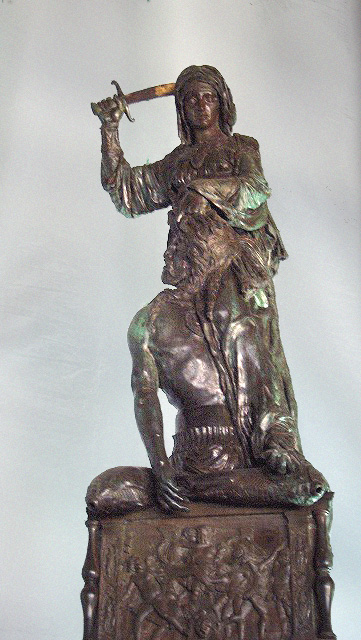
ドナテッロ作『ユディトとホロフェルネス』

もともとヴェッキオ宮殿の入口脇にはドナテッロのブロンズ像「ユディトとホロフェルネス」が置かれていたが、これを移動してかわりにダビデ像を置くという市当局の決定には、反メディチ家という意図が隠されている。「ユディトとホロフェルネス」も同じく英雄的な抵抗運動による暴君からの解放をテーマとするものであるが（詳細はユディトを参照）、元来はメディチ家礼賛のために作られた像だからである。1512年にメディチ家が復権したときにはホロフェルネスの代わりにダビデ像の首が切り落とされた戯画が出回り、1527年のローマ略奪に乗じて起きた反メディチ革命のさいには実際にダビデ像が打ち壊され、左腕が損壊するという大きな被害を受けた。なお、この左腕の破片はヴァザーリが拾い集めて後日修復された。こうした損害が再び起こることや風雨によって大理石が劣化することを避けるため、1873年にこの像はフィレンツェのアカデミア美術館に移動されることとなった。もともとダビデ像が置かれていた市庁舎前には1910年から複製が置かれている。
1991年、不届きな観覧客の一人が鉄鎚でこの像に打ちかかり、左足が砕かれるという事件が起きた。現場検証によって得られた大理石の砕片を鑑識にかけた結果、ミケランジェロが用いた大理石はカッラーラの分離集落MisegliaにあるFantiscritti採石場から得られたものであるという事実が判明した。上述の通り、この大理石はミケランジェロがダビデ像を彫り出すより40年ほど前に採掘されたものである。アゴスティーノ・ディ・ドゥッチオとアントニオ・ロッセリーノの二人が手をつけながら、経験にも技能にも欠け、大理石そのものにも問題があったため途中で断念したものをミケランジェロが完成させたのである。大理石そのものの問題とは、劣化を早める原因となる微細な穴が多く含まれていたことであり、そのおかげでミケランジェロは無料でこの大理石塊を手に入れることができたといわれている。
完成後500年を間近に控えた2003年には、像の汚れが目立ってきたため1843年以来160年ぶりの清掃がなされることになったが、ここで再び大理石の質をめぐって問題が発生した。アカデミア美術館館長のフランカ・ファレッティは500年分の汚れを徹底的に清めるためには水洗いをするべきだと主張したのに対し、依頼を受けた修復の専門家アニェーゼ・パロンキが、水洗いは大理石を傷めるとして反論したのである。館長と対立したパロンキが依頼を退けて辞任する事態にまでいたったが、最終的には表面に貼った和紙に水分を与えて汚れを吸収させてから剥がすという方法で修復は無事に終えられた。

## 構成と解釈
ミケランジェロのダビデ像は、人体に関するきわめて正確な知識にもとづいた芸術的規律に則って作られている。この規律のもとで、ダビデ像は神による創造物を精細に再現した最も優れた形態であるとみなされている。また、この規律に忠実であったミケランジェロは、人間の魂がその肉体の内に宿るように、彫刻作品のあるべき姿はその石塊の内にあらかじめ現れているものだという信念を抱いていたのである。この像は、人物像のポーズに関するコントラポスト（Contrapposto、主に彫刻において、左右非対称でありながら調和や均衡の取れた構図を表現する手法）の恰好の例でもある。
ただし、各部分の比率は均衡の取れたものとはなっていない。例えば、ダビデ像の頭や上半身は下半身に対して比率が大きくなっており、背後や真横から見るとどことなく不恰好に見える。これをマニエリスムの手法と解釈する向きもあるが、本来この像は高い台座に載せてヴェッキオ宮殿正面もしくは教会のファサードに置かれる予定であり、いずれにしても壁を背にして設置されることになっていたため、正面下方からこの像を見上げたときに均整の取れた肉体と映るようにあえて上半身を大きく作ったのだという解釈が一般的である。そのため1872年以来この像が展示されているアカデミア美術館のホール中央のような空間は、ミケランジェロの意図にそぐわない不適切な場所であるということは専門家もたびたび指摘している。
また、その表情については、憤怒の感情を如実に表現したものとなっている。これはミケランジェロが、人間の外見に、その人物の内面性が反映されるという人相学に基づいて表現したものだとされている。
ミケランジェロのダビデは、ゴリアテを倒した後のダビデを表現しているドナテッロやヴェロッキオの先行作品とは異なり、緊張の色を表しながらこれから戦闘に臨む姿を描いている点が特徴的である。左半身は体重をかけずに足を外側へ差し出してややリラックスしているのに対し、右半身には戦いの前の緊張感が溢れており、静脈の浮き上がった右手や堅く踏みしめられた右足、わずかによじらせている胴体の様は、ダビデがいままさに攻撃を開始しようとしているのだという予感を観る者に与える。これは、『旧約聖書』「詩篇16」における「主は右にいまし／わたしは揺らぐことがありません」というダビデ自身の言葉とも照応する。すでにゴリアテと戦う決意を固めながらまだ行動には移してはいないという、意識的な選択と行為のはざまの瞬間を描写しているこの像は、すなわち外敵を前にした共和国市民としての責任を問いかける象徴としての効果をもたなければならないというのがミケランジェロの意図だったのである。
歴史上のダビデ王は疑いの余地なく割礼を受けていたはずであるにもかかわらず、この像に描かれたダビデには割礼の跡がないため、この像が聖書にもとづいたものだと見なすことができるか否かをめぐる論争が起きた。芸術史家の中には、「ダビデ」というのはダビデ王ではなくこの像のモデルをつとめた人物の名であるにすぎず、ミケランジェロはこの像をキリスト教世界の中で広く受け入れられるものとする目的で、聖書を参照したという嘘を強弁していたのだと考える者さえいる。別の見解としては、古代ギリシアの美学的理想を模倣するうえで、陰茎に割礼の跡を残しては台無しになると考えたため意図的に包皮を残したのだというものがある。

## レプリカ

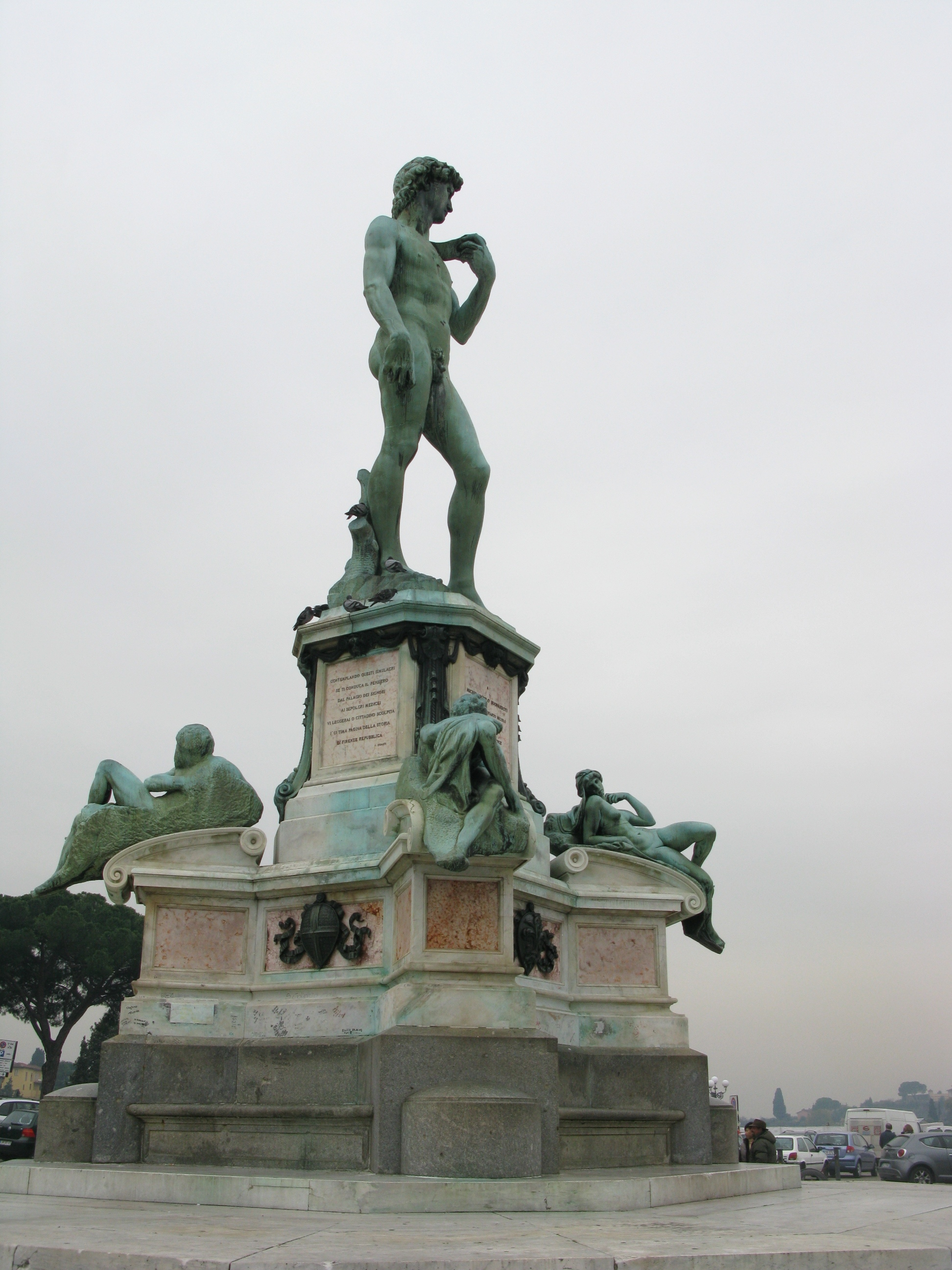
フィレンツェのミケランジェロ広場に設置された銅製のレプリカ

ダビデ王による統治3000年を記念してこの像の複製をフィレンツェ市からエルサレムへ寄贈しようという話が持ち上がったことがある。しかし、この提案はエルサレム内において大きな反発を生むこととなった。全裸の像を卑猥なものとみなす宗派が断固として拒絶すべきと主張したのである。結果として、衣装をまとった別の像を贈呈するという妥協案が採られることとなった。
実物大のレプリカは、ロンドンのヴィクトリア&アルバート美術館にあるプラスターのものから、オーストラリアのリゾート地サーファーズ・パラダイス (Surfers Paradise) にあるショッピングモールの中央飾りに至るまで、世界中に数多く存在する。サウスダコタ州スーフォールズやフィラデルフィア美術館や、日本の美ヶ原高原美術館、滋賀県希望が丘文化公園の青年の城にもレプリカがある。またインドのプネーにあるプネー大学当局ビルにもレプリカが置かれている。これは、インドが独立を勝ち取ったさいのイギリス人の置土産である。

## 著作権
2014年、アーマライト社が自社製品 (AR-50) のポスターに、銃器を背負うダビデ像をモチーフとしたポスターを製作。イタリア政府などによりイメージを損ねるとして猛抗議が行われた。この中で、ダビデ像の著作権はイタリア政府にあり、商業利用は認められないという見解が出されている。
著作権の有効期間に関する詳細は、著作権の有効期間を参照のこと。